# Lupulella
Lupulella là một chi động vật có vú thuộc phân họ Chó (Caninae) được tìm thấy tại châu Phi. Chi này hiện bao gồm hai loài còn tồn tại: chó rừng vằn hông (Lupulella adusta) và chó rừng lưng đen (Lupulella mesomelas).

## Phân loại
Cả hai loài ban đầu được đặt trong chi Canis. Vào năm 2017, một đánh giá phân loại đã khuyến nghị rằng hai loài này được tách ra thành chi Lupulella.
| Hình ảnh | Tên khoa học                         | Tên thông thường  |
| -------- | ------------------------------------ | ----------------- |
|          | Lupulella adusta (Sundevall, 1847)   | Chó rừng vằn hông |
|          | Lupulella mesomelas (Schreber, 1775) | Chó rừng lưng đen |